# Obélisque noir

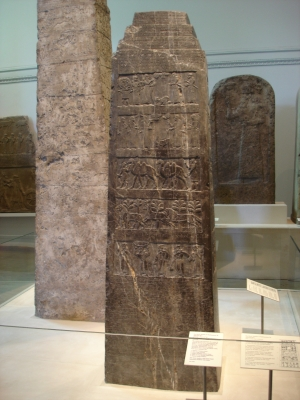
L'obélisque noir au British Museum

Pour les articles homonymes, voir L'Obélisque noir.
L'obélisque noir est un monolithe de calcaire noir, découvert par Austen Henry Layard en 1846 sur le site archéologique de Kalhu (ou Nimroud), l'ancienne capitale de l'Assyrie. Les textes et sculptures de ses quatre faces semblent indiquer que le monument fut érigé en 825 av. J.-C. par Salmanazar III, qui règne de 858 à 824 av. J.-C.

## Description
- Taille : hauteur 197,85 cm, largeur 45,08 cm
- Personnages : Sua de Gilzanu (Iran), Jéhu de la maison d'Omri (Israël), un roi anonyme d'Égypte, Marduk-apil-usur de Suhi (Irak & Syrie), Qalparunda de Patin (Turquie)
- Animaux et autres : chameaux, éléphants, rhinocéros, singes, plantes et écriture cunéiforme ...

L'obélisque décrit les victoires militaires de Salmanazar III. C'est un des obélisques assyriens les plus complets découverts à ce jour. Il a une grande importance historique, car on y lit probablement la plus ancienne référence à Jéhu, roi d'Israël, à moins que ce ne soit Joram,.

## Histoire
Le monument semble être érigé en 825 av. J.-C.
Découvert en 1846, il entre dans les collections du British Museum en 1848.
Une copie en a été réalisée par le colonel Gosforth dans les années 1930.